# Jewgeni Nikanorowitsch Pawlowski

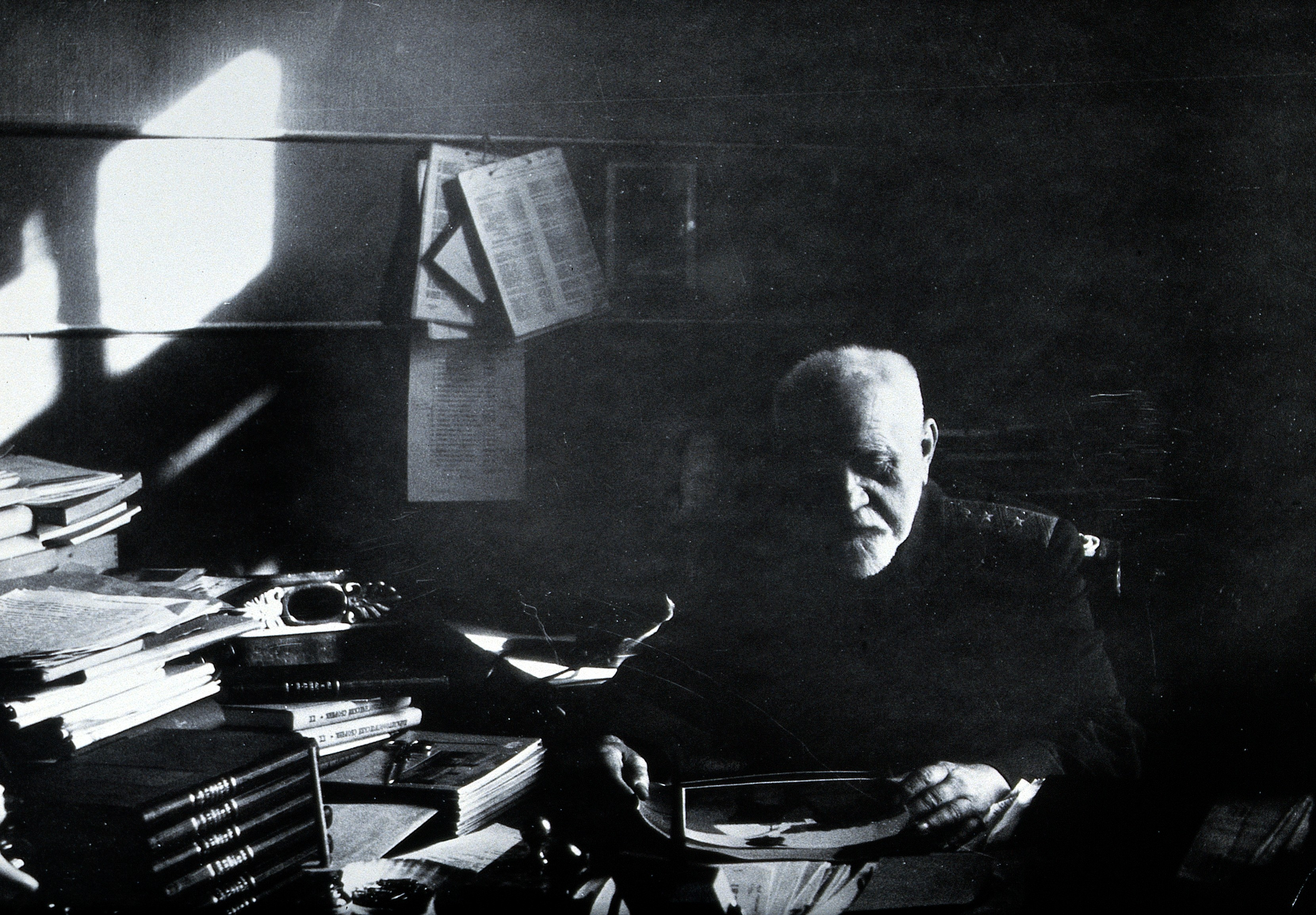
Jewgeni Pawlowski

Jewgeni Nikanorowitsch Pawlowski (russisch Евге́ний Никано́рович Павло́вский, englische Transkription Yevgeny Nikanorovich Pavlovsky; * 22. Februarjul. / 5. März 1884greg. in Birjutsch, Gouvernement Woronesch; † 27. Mai 1965 in Leningrad) war ein sowjetischer Mediziner und Zoologe, der sich vor allem mit Parasitologie befasste.
Pawlowski besuchte die Medizinische Militärakademie in Sankt Petersburg. 1921 wurde er dort Professor. In den Jahren 1933 bis 1944 war er am All-Unions-Institut für experimentelle Medizin in Leningrad, zugleich war er 1937 bis 1951 im tadschikischen Zweig der sowjetischen Akademie der Wissenschaften. 1942 bis 1962 arbeitete er als Direktor des Zoologischen Instituts der Sowjetischen Akademie der Wissenschaften. Ab 1946 leitete er die Abteilung Parasitologie und medizinische Zoologie am Institut für Epidemiologie und Mikrobiologie der sowjetischen Akademie der medizinischen Wissenschaften (deren Mitglied er seit 1944 war). Im Zweiten Weltkrieg war er Generalleutnant im Gesundheitsdienst.
1952 bis 1965 war er Präsident der sowjetischen geographischen Gesellschaft. In dieser Eigenschaft organisierte er viele Expeditionen zum Studium von Parasiten und Krankheitserregern in weiten, auch entlegenen Bereichen der Sowjetunion. Er studierte die Wirtstiere von Parasiten als deren unmittelbares Habitat und ökologische Fragen durch Parasiten ausgelöster Krankheiten. Von ihm stammt eine Lehre der natürlichen Reservoire (besonders wild lebende Säuger, dort besonders Nagetiere, und Vögel)  von Krankheitserregern für Menschen und Nutztiere und er untersuchte deren Biogeographie.
1958 erhielt er  die Darwin-Wallace-Medaille. Er war Mitglied der Sowjetischen Akademie der Wissenschaften (1939) und erhielt eine Reihe hoher Auszeichnungen in der Sowjetunion: zweimal den Stalinpreis (1941, 1950), den Leninpreis, mehrfach den Leninorden, Held der Sozialistischen Arbeit 1964, den Orden des Roten Banners der Arbeit (1944, 1954) und andere Auszeichnungen. 1951 wurde er Ehrenmitglied des tadschikischen Zweigs der Sowjetischen Akademie der Wissenschaften. 1959 wurde er in die Leopoldina aufgenommen. Von 1931 bis 1965 war er Präsident der Sowjetischen Entomologischen Gesellschaft.
Das Grab Pawlowskis befindet sich auf dem Bogoslowskoje-Friedhof in Sankt Petersburg.

## Schriften
- Gifttiere und ihre Giftigkeit, Jena: Fischer 1927
- Sammeln, Züchten und Untersuchung der Flöhe, Abderhalten (Hrsg.), Handbuch der Biologischen Arbeitsmethoden, 1931
- Sammeln, Züchtung und Untersuchung der Zecken, Berlin 1930
- Methoden und Ziel der Nachweisung der Ektoparasiten und Überträger von Invasionen und Infektionen der Haustiere, Handh der Biologischen Arbeitsmethoden 1938
- Menschliche Parasitologie (Russisch), 2 Bände, Verlag der Sowjetischen Akademie der Wissenschaften 1946, 1948
- Methoden der Sektion von Insekten, VEB Deutscher Verlag der Wissenschaften 1960
- Natural foci of human infections,  Clearinghouse for Federal Scientific and Technical Information (U.S.), 1963
- Natural nidality of transmissible diseases : with special reference to the landscape epidemiology of zooanthroponoses, University of Illinois Press 1966
- Atlas of the Invertebrates of the Far Eastern Seas of the USSR, Israel Program for Scientific Translations 1971